# Inno Setup
Inno Setup — система створення інсталяторів для Windows-програм з відкритим вихідним кодом. Вперше випущений в 1997 році. За словами розробника, Inno Setup сьогодні конкурує і навіть перевершує  багато комерційних інсталяторів по функціональності і стабільності.

## Інтерфейс користувача

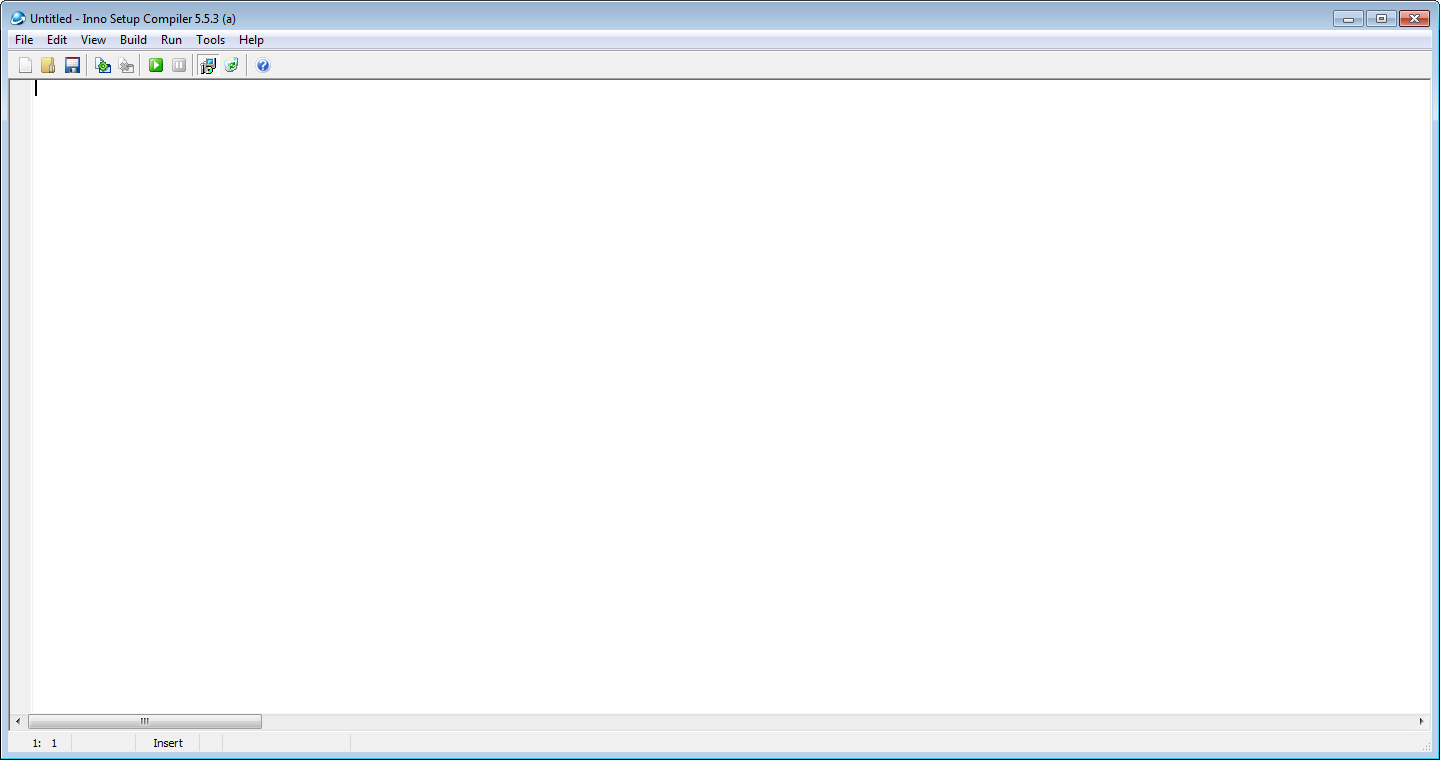
Класичний інтерфейс користувача Inno Setup

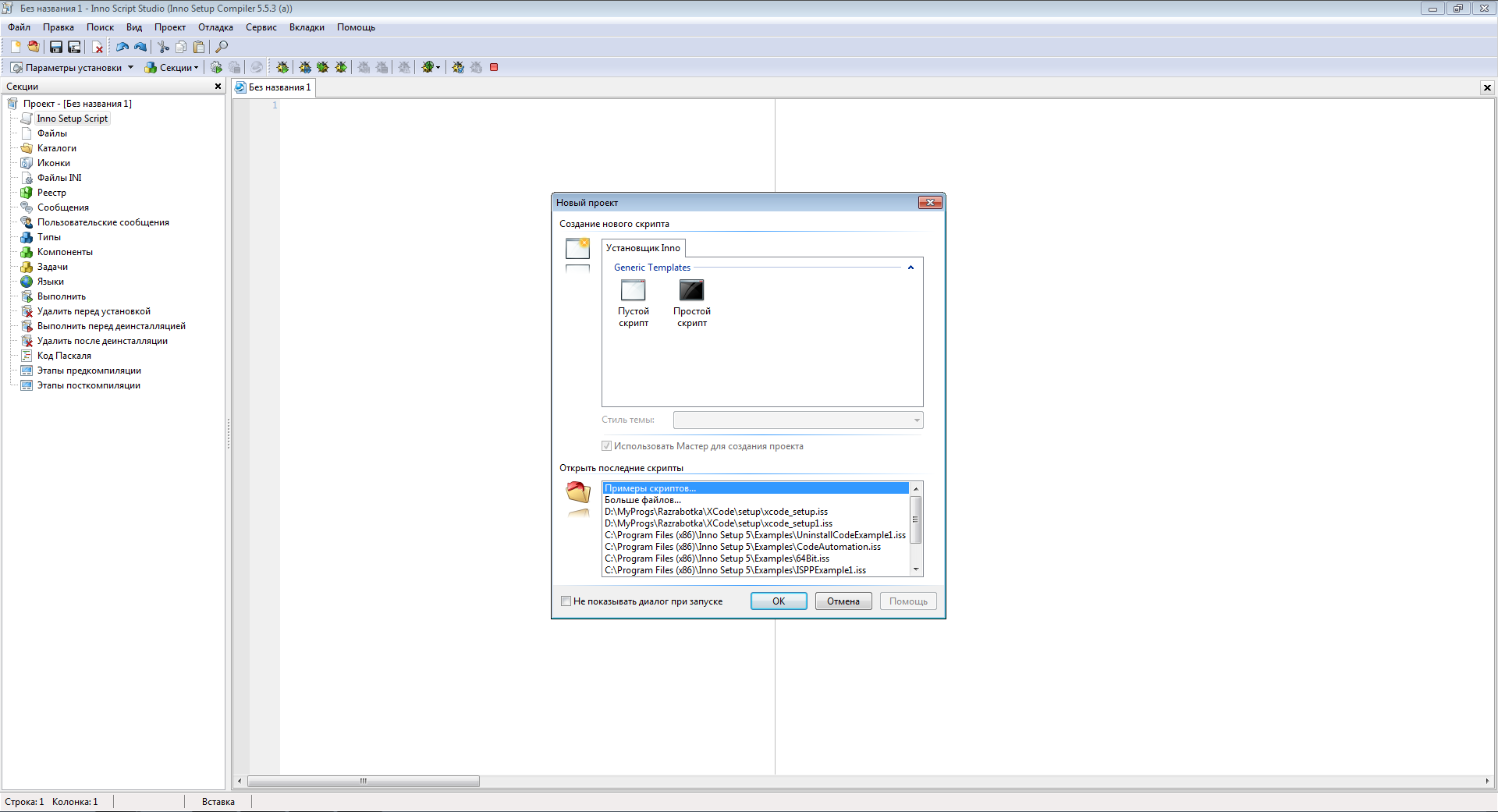
Інтерфейс програми Inno Script Studio

Класичний інтерфейс користувача Inno Setup не дуже зручний з точки зору функціональності. Існує кілька програм-оболонок, призначених для спрощення і прискорення написання коду (наприклад Inno Script Studio).

## Ключові особливості
- Наразі здійснюється підтримка багатьох сучасних версій Windows: Vista, 7, 8, 8.1, 10 (ARM), 11 (ARM).
- Широка підтримка встановлення 64-бітних програм на 64-бітних випусках Windows; підтримка 64-розрядних процесорів. При використанні процесорів Itanium необхідно встановити Service Pack (до версії 6.3.0).
- Підтримка створення одиночних EXE для полегшення встановлення і поширення програм через мережу Інтернет.
- Стандартний інтерфейс майстра встановлення в стилі Windows 2000/XP.
- Можливість вибору типу встановлення, наприклад: Повний, Мінімальний, Вибірковий.
- Має вбудовану підтримку DEFLATE, bzip2 і 7-Zip LZMA/LZMA2 стиснень. Встановлювач вміє порівнювати версії файлів, замінювати вбудовані файли, встановлювати колективні файли, реєструвати DLL/OCX бібліотеки і встановлювати шрифти.
- Дозволяє створювати ярлики в меню «Пуск» і на «Робочому столі» .
- Дозволяє створювати записи в реєстрі і .ini-файли.
- Вбудована підтримка скриптів на Object Pascal (за допомогою Pascal Script)[2] .
- Підтримка створення багатомовних інсталяторів програм.
- Підтримка Unicode і мови з напрямком письма справа наліво.
- Підтримка встановлення пароля та шифрування інсталяційних пакетів програм.
- Доступні вихідні тексти на Delphi 10.3.3 Rio.

## Деякі програми та ігри, що використовують Inno Setup
- Audacity
- CamStudio
- Download Master
- Folder marker
- GIMP
- K-Lite Codec Pack
- KompoZer
- Marble
- Media Player Classic
- MyChat
- PeaZip
- Revo Uninstaller
- STDU Viewer
- Stellarium
- TeXstudio
- Telegram
- UltraISO
- ViewFD